# Ерієс Меррітт
Ерієс Меррітт  (англ. Aries Merritt, 24 липня 1985) — американський легкоатлет, олімпійський чемпіон.

## Виступи на Олімпіадах
| Олімпіада   | Дисципліна                    | Місце |
| ----------- | ----------------------------- | ----- |
| Лондон 2012 | біг на 110 метрів з бар'єрами | 1     |

## Зовнішні посилання
- Досьє на sport.references.com [Архівовано 12 вересня 2015 у Wayback Machine.]